# Walter E. Powell

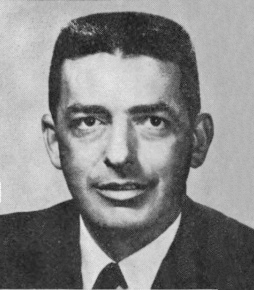
Walter E. Powell (1973)

Walter Eugene Powell (* 25. April 1931 in Hamilton, Ohio; † 17. Januar 2020) war ein US-amerikanischer Politiker der Republikanischen Partei. Von 1971 bis 1975 war er Mitglied des Repräsentantenhauses der Vereinigten Staaten für den 8. und 24. Kongressdistrikt des Bundesstaates Ohio.

## Biografie
Walter Eugene Powell wurde in Hamilton geboren. 1956 wurde er Stadtsekretär von Fairfield. 1958 wurde er in den Stadtrat von Fairfield gewählt. In das Repräsentantenhaus von Ohio wurde er 1960 gewählt, er wurde 1962 und 1964 wieder gewählt. Von 1967 bis 1971 saß er im Staatssenat.
Direkt im Anschluss an sein Mandat im Staatssenat wurde Powell als Vertreter des 24. Distrikts von Ohio ins US-Repräsentantenhaus nach Washington, D.C. geschickt. Dort saß er bis 1975. Von 1973 bis 1975 vertrat er gleichzeitig den 8. Distrikt. Nach seinem Ausscheiden aus dem Kongress ließ er sich in Middletown nieder, wo er bis zu seinem Tod im Januar 2020 lebte.